# Конституционный референдум в Швейцарии (1885)
Конституционный референдум в Швейцарии проходил 25 октября 1885 года. Поправки к Конституции была одобрены 59,4% голосов избирателей и большинством кантонов.

## Избирательная система
Для изменения Конституции необходимо было двойное большинство: большинство от общего числа голосов избирателей и большинство кантонов. Решение кантона рассчитывалось на базе голосов избирателей кантона. При этом кантон считался как один голос, а полукантон — как 1/2 голоса.

## Результаты
| Выбор                                | Общее голосование | Общее голосование | Кантоны | Кантоны | Кантоны |
| Выбор                                | Голосов           | %                 | Полных  | Полу-   | Всего   |
| ------------------------------------ | ----------------- | ----------------- | ------- | ------- | ------- |
| За                                   | 230 250           | 59,4              | 13      | 4       | 15      |
| Против                               | 157 463           | 40,6              | 6       | 2       | 7       |
| Недействительных/ пустых бюллетеней  |                   | –                 | –       | –       | –       |
| Всего                                | 387 713           | 100               | 19      | 6       | 22      |
| Зарегистрированных избирателей/ Явка | 641 689           |                   | –       | –       | –       |
| Источник: Nohlen & Stöver            |                   |                   |         |         |         |